# Kandyjský tanec

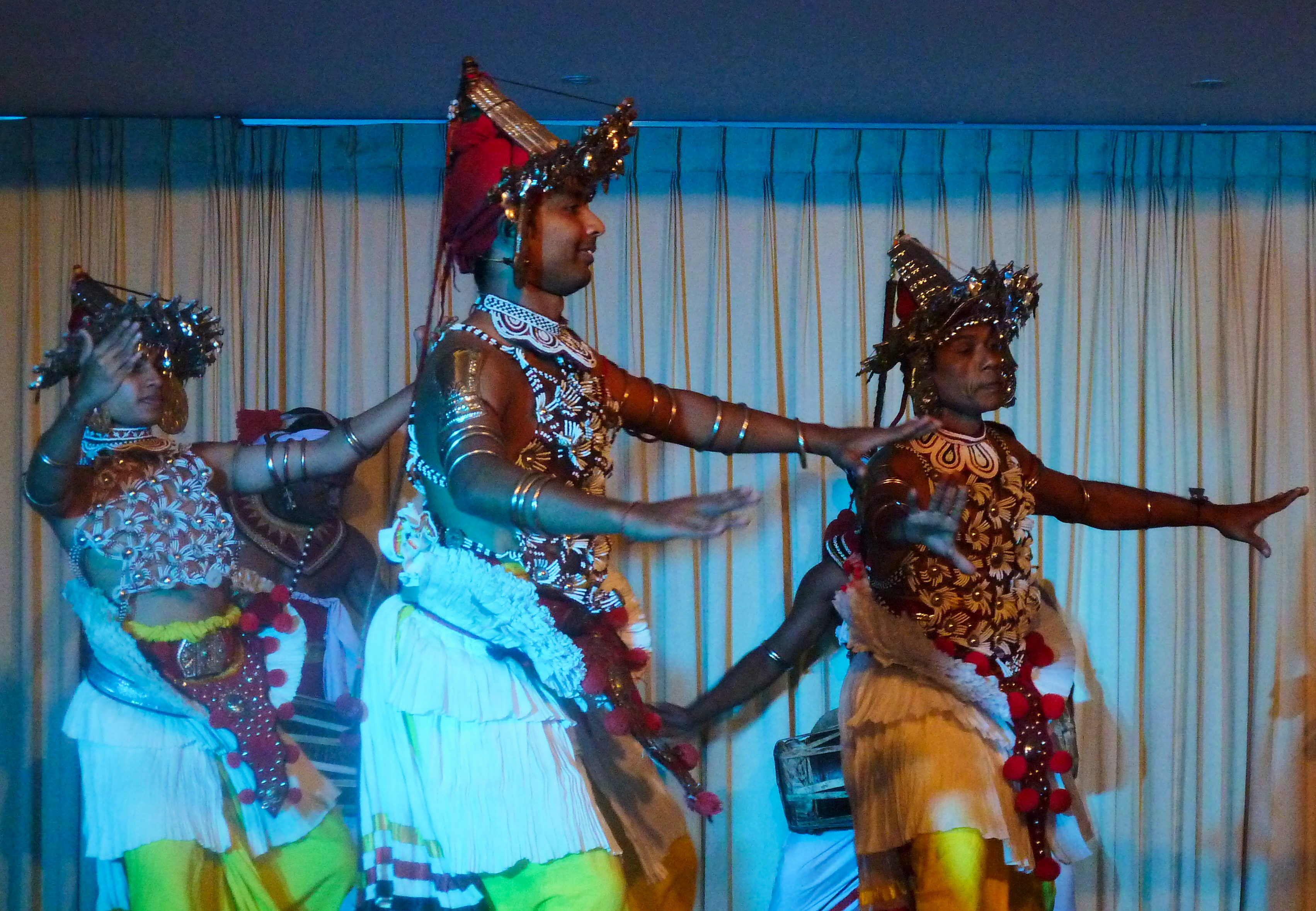
Tanečníci kandyjského tance

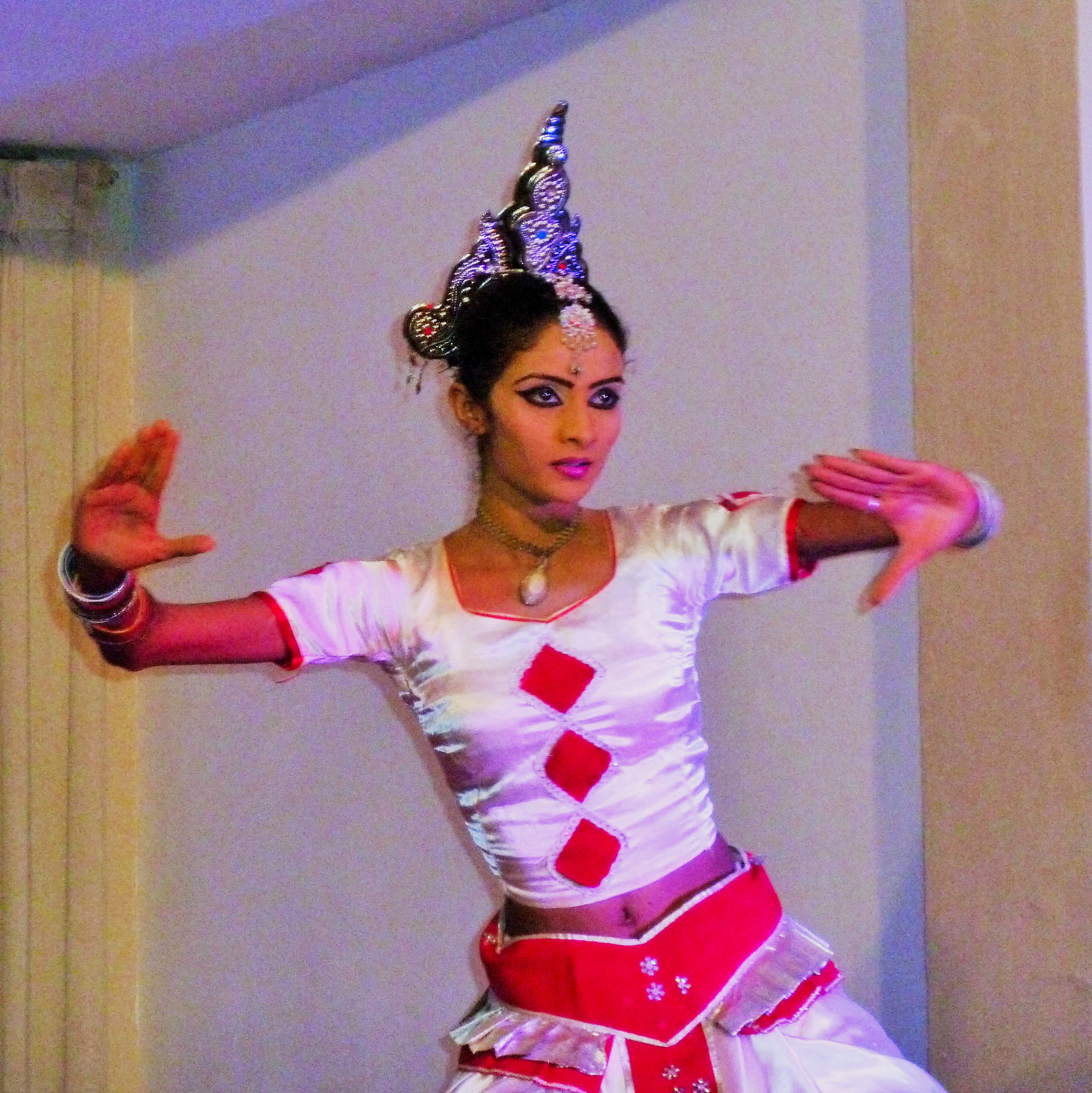
Tanečnice kandyjského tance

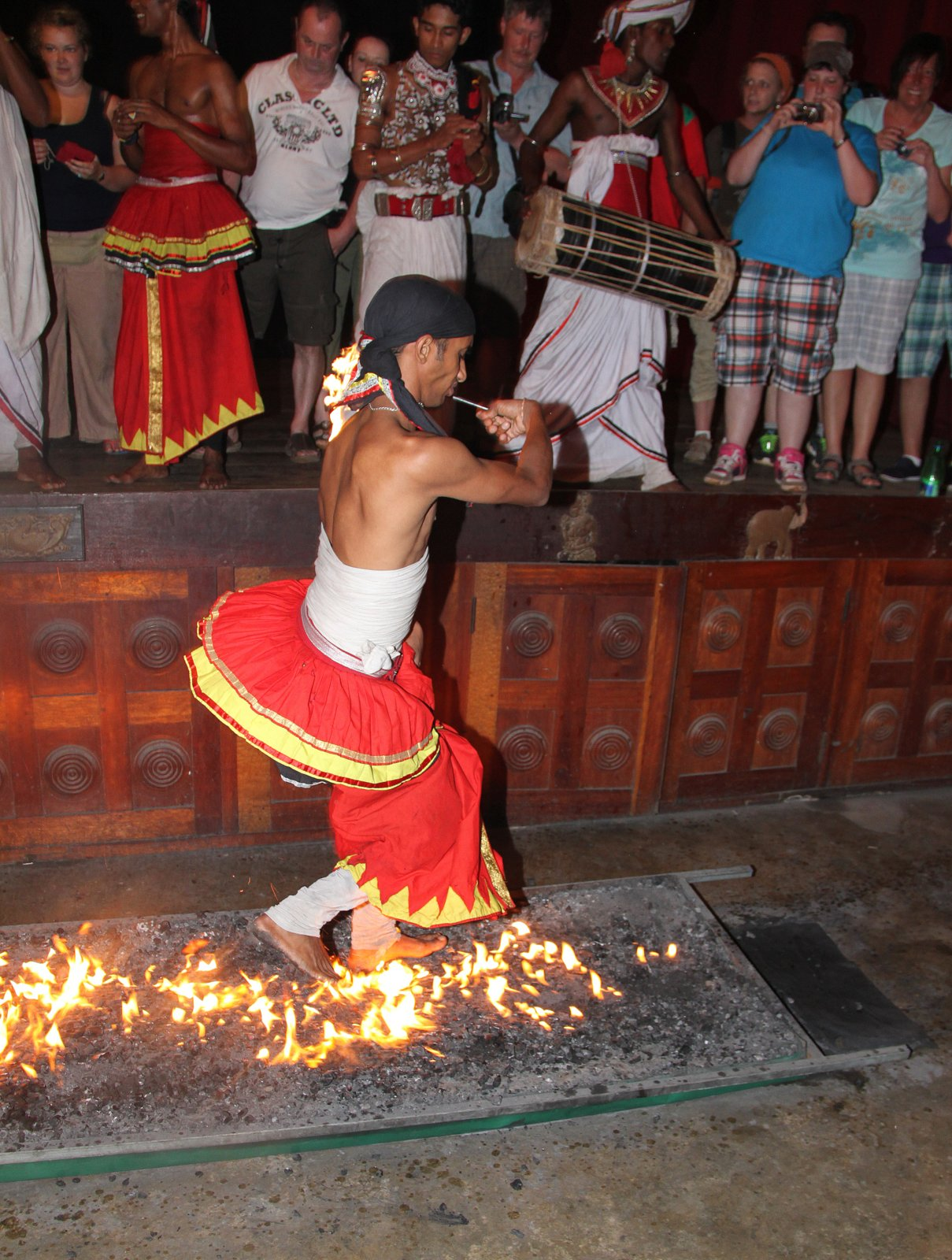
Chůze po ohni během tance

Kandyjský tanec zahrnuje různé taneční formy populárního a klasického tradičního tance. Pochází z oblasti zvané Kandy v oblasti Central Hills známé jako Udarata na Srí Lance, které se postupně rozšířily do dalších částí země. Jedná se o příklad sinhálské kultury na Srí Lance.
Podle legendy spočívá původ tance v tanečním rituálu známém jako Kohomba kankariya (pojmenovaný podle božstva Kohomba), který je také známý jako Kohomba yak kankariya nebo kankariya.

## Historie
Původně kandyjské tance a show předváděli tanečníci, kteří byli identifikováni jako samostatná kasta v rámci kandijského feudálního systému. Byli spojeni s Chrámem zubu a měli významnou roli v dalada perahera (průvodu), který se každý rok koná v chrámu a těšili se přízni kandského krále, který je materiálně zajišťoval.
Popularita tance upadala, protože podpora tanečníků ze strany kandských králů skončila během britského období. Nyní byl oživen a upraven pro jeviště a je primárním kulturním exportem Srí Lanky.

## Oděv
Tanečníci nosí propracované kostýmy včetně pokrývky hlavy. Hruď tanečnice zakrývá pouze ozdobná korálková síťka. Tento kostým je známý jako vesnický. Pokrývka hlavy má kovový přední díl, díky kterému tanečník vypadá vyšší, než je.